# George F. Argetsinger
Pour les articles homonymes, voir Argetsinger.
George Francis Argetsinger, né le 23 janvier 1874 à Rutland en Pennsylvanie et mort le 11 février 1951 à Rochester (État de New York) est un homme politique américain de New York.